# Записки Історично-археографічного інституту
Записки Історично-археографічного інституту — друкований орган Історично-археографічного інституту ВУАН (1934). Скерований на викриття т. зв. контрреволюційних буржуазних історичних шкіл і відповідне переосмислення історії України та країн Заходу і Сходу. Вийшов лише один номер (відповідальний редактор – С.Кокошко). Містив статті співробітників інституту – І.Кравченка, Ф.Ястребова, І.Слизького, О.Оглоблина та О.Барановича – і був повністю присвячений критиці робіт В.Антоновича, М.Грушевського, М.Довнар-Запольського та їхніх учнів. Окремо поданий критичний огляд часопису "Rocznik Wołyński" (Równe, 1931, t. 2). У наступному номері редколегія планувала опублікувати статті, документи та матеріали з історії Жовтневих подій 1917 у Петрограді (нині м. Санкт-Петербург) та про їх відлуння в Україні, але після ліквідації інституту вихід "Записок..." припинився.